# STS-51-D
A STS 51-D foi a décima-sexta missão do programa do ônibus espacial e a quarta missão da Discovery. Ela levou pela primeira vez ao espaço, como integrante da tripulação e especialista de carga, um representante do Congresso dos Estados Unidos.

## Tripulação
| Posição                  | Astronautas                    |
| ------------------------ | ------------------------------ |
| Comandante               | Karol Bobko                    |
| Piloto                   | Donald Williams                |
| Especialista de missão 1 | Rhea Seddon                    |
| Especialista de missão 2 | David Griggs                   |
| Especialista de missão 3 | Jeffrey Hoffman                |
| Especialista de carga 1  | Charles Walker                 |
| Especialista de carga 2  | Jake Garn senador de Utah, EUA |

## Parâmetros da missão
- Massa:
  - Decolagem:  113 802 kg
  - Aterrissagem:  89 816 kg
  - Carga:  16 249 kg
- Perigeu: 445 km
- Apogeu: 535 km
- Inclinação: 28,5°
- Período: 94,4 min

### Caminhada no espaço
- Hoffman e Griggs  - EVA 1
- Início do EVA 1: 16 de Abril de 1985
- Fim do EVA 1: 16 de Abril de 1985
- Duração: 3 horas, 6 minutos

## Missão
O satélite de comunicações TELESAT-l (Anik C1) foi lançado, acoplato no motor Payload Assist Module (PAM-D). o SYNCOM IV-3 (também conhecido como LEASAT-3) foi lançado, porém o sequenciador da nave falhou em iniciar o lançamento da antena, o giro e ignição do motor de perigeu. A missão estendeu-se por dois dias para fazer o sequenciador iniciar o nivelamento na posição correta.
Griggs e Hoffman realizaram uma caminhada no espaço para prender os dispositivos Flyswatter no sistema de manipulação remota. Seddon iniciou o nivelamento do LEASAT usando o sistema de manipulação remota porém a sequência de lançamento a seguir não começou. Outras carga incluíam: Sistema de Fluxo de Eletroforese Contínuo (CFES) III, voando pela sexta vez; dois experimentos de estudantes; American Flight Echocardiograph (AFE); dois Getaway Specials; Experimentos de Particionamento de Fase (PPE); teste de verificação de fotografia astronômica; experimentos médicos e "brinquedos no espaço," um estudo informal do comportamento de simples brinquedos em ambientes de microgravidade, cujos resultados se tornaram disponíveis para os estudantes. Um extensivo dano nos freios e pneus queimados deixados na pista durante a aterrissagem fizeram com que as futuras aterrissagens fossem feitas na Edwards Air Force Base until até a implementação de direção nas rodas da frente.

## Galeria

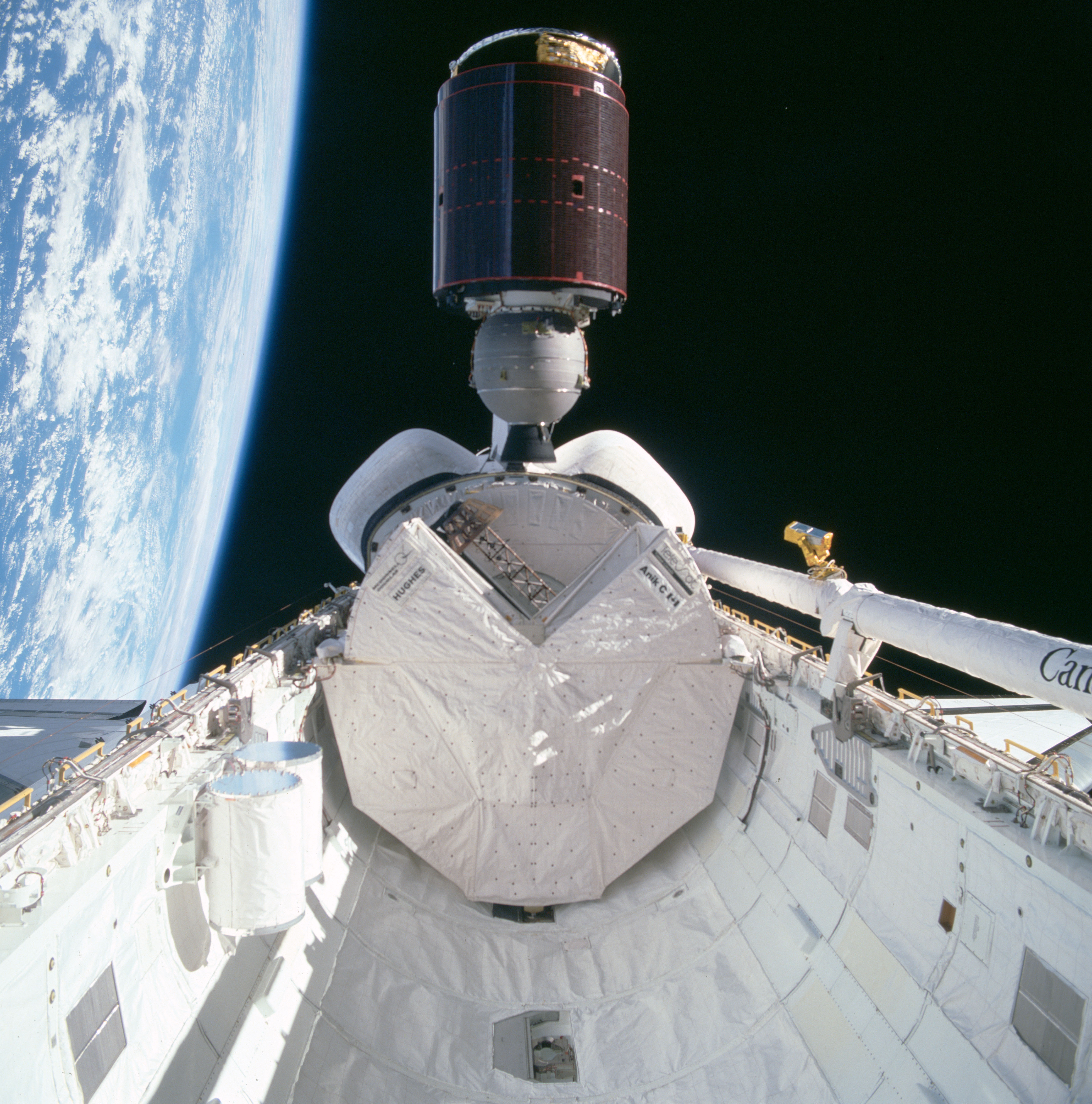
Telesat-I durante lançamento.
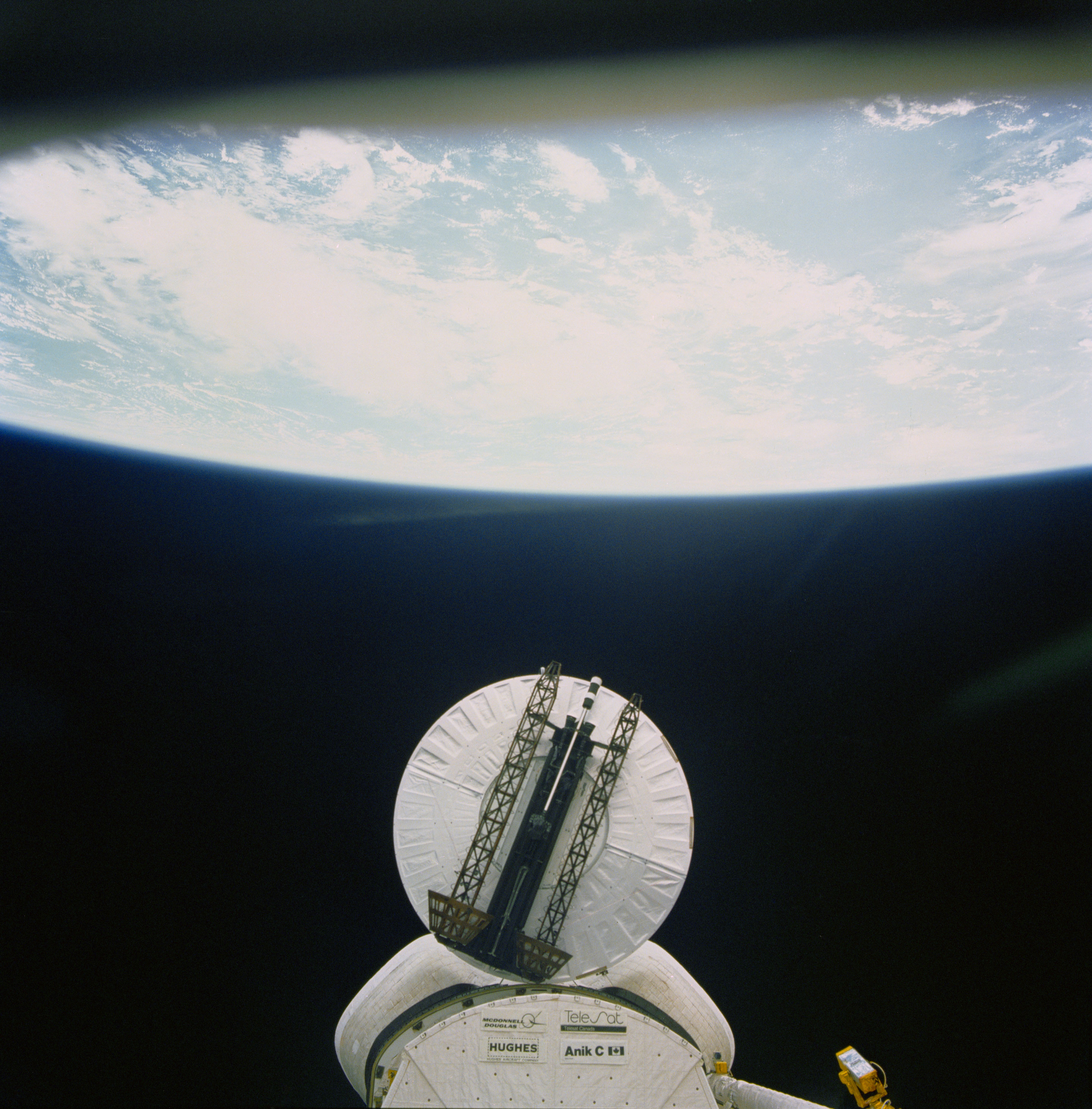
Syncom IV-3 durante lançamento.
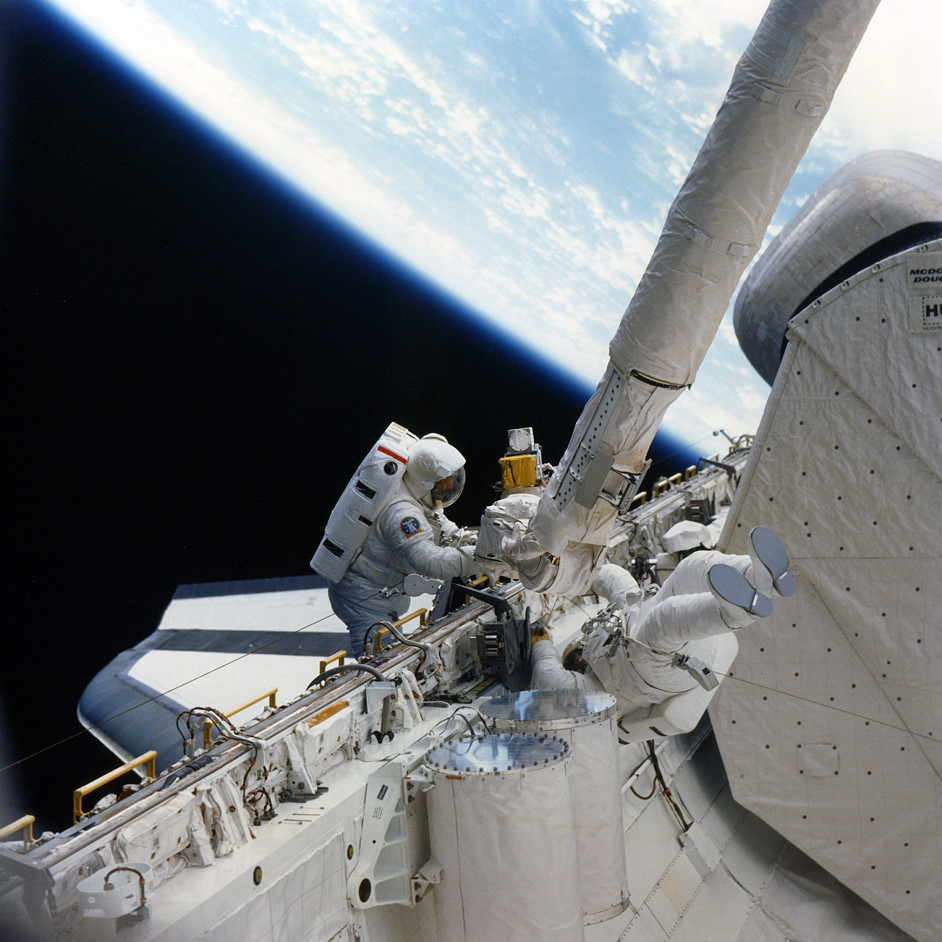
Hoffman and Griggs conectando o dispositivo mata-moscas para o fim do RMS.